# Новий Храм Шаоліня
«Новий Храм Шаоліня» (англ. The New Shaolin Temple) — гонконгський фільм. У головних ролях Енді Лау, Ніколас Це, Джекі Ву. Джекі Чан з'являється у фільмі в камео. Зйомки почалися у грудні 2010 року. Прем'єра відбулася 19 січня 2011 року в Китаї.
Китай поринув у війни, де ворогуючі командири намагаються розширити свою владу. Окрилений перемогами на полі бою, молодий командир Хоу Цзе вривається в храм Шаоліня, щоб розправитися зі своїм ворогом. Та коли його зраджує заступник, Хоу Цзе втрачає все і мусить шукати порятунку серед монахів Шаоліня, яких нещодавно зневажав.

## Сюжет
Перший рік Китайської Республіки (1912 рік). У Денфені, провінція Хенань, безжалісний воєначальник Хоу Цзе перемагає суперника Хуо Лонга та захоплює контроль над містом. Хуо Лонг тікає до храму Шаолінь, але Хоу Цзе наздоганяє його та вривається до храму. Хуо Лонг дає йому карту до свого захованого скарбу в обмін на своє життя. Але Хоу Цзе, взявши карту, стріляє в суперника та покидає його.
Хоу Цзе ненавидить свого брата Сон Ху, що відсиджується в тилу та мріє видати сина за його дочку. Тоді Хоу Цзе влаштовує пастку для Сон Ху в ресторані, коли там відбуваються заручини. Тим часом заступник Хоу, Цао Ман, отримує пропозицію від британців: партію кулеметів за підтримку в будівництві залізниці, що допоможе інтервенції. Хоу Цзе обурений пропозицією, та Цао Ман задумує скористатися британською допомогою.
Під час вечері Сон Ху заявляє про свій намір піти у відставку і поступитися всім Хоу Цзе, а потім раптом отримує повідомлення, що Хоу Цзе планує його вбити. Хоу Цзе смертельно ранить Сон Ху. Потім на обидві родини нападають вбивці, відправлені Цао Маном. Сон Ху рятує брата, дозволяючи йому втекти, а потім помирає. Під час втечі дружина і дочка Хоу Цзе губляться. Дружину Хоу Цзе рятують ченці Шаоліня, які крали рис із військового зерносховища, щоб допомогти біженцям, які живуть у храмі. Хоу Цзе рятується втечею зі своєю донькою, яка поранилася при падінні зі скелі. У відчаї він привозить її до Шаоліня, благаючи монахів врятувати їй життя. Однак їхні зусилля марні і дівчинка помирає. Дружина Хоу Цзе звинувачує його в смерті дочки й покидає. Розгніваний Хоу Цзе нападає на ченців, але його швидко приборкують.
Хоу Цзе блукає навколо Шаоліня, поки не падає в яму-пастку для вепра. Кухар Вудао витягує його, дає їжу та притулок. Хоу Цзе відчуває провину за минулі злочини і вирішує стати ченцем, щоб спокутувати свої гріхи. Під час перебування в Шаоліні він поступово приймає буддійське вчення, з якого раніше насміхався. Інші монахи вважають, що йому не місце серед них, однак настоятель дозволяє лишитися. Хоу Цзе розуміє, що фізичні тренування та робота приносять йому заспокоєння.
Пізніше Хоу Цзе дізнається від біженців, що Цао Ман вербував біженців-чоловіків для розкопок скарбу під приводом найму їх для будівництва залізниці. Та Цао Ман убиває кожну групу робітників, щойно їхня робота завершена, щоб тримати розкопки в таємниці. Хоу Цзе покидає монастир і виявляє трупи загиблих на будівництві. Його поява жахає охоронців. Хоу Цзе вантажить трупи на візок і тягне його до воріт храму, де селяни та біженці впізнають своїх зниклих безвісти близьких.
Коли Цао Ман дізнається, що Хоу Цзе все ще живий, він веде своїх солдатів до храму, щоб схопити його. Хоу Цзе викликається піти на переговори, поки ченці вриваються в табір Цао Мана, щоби врятувати ув'язнених робітників. Цао Ман намірюється втопити дружину Хоу Цзе, але його відволікає повідомлення про напад ченців. Хоу Цзе возз'єднується зі своєю дружиною і тікає з нею.
Повернувшись до храму Шаолінь, монахи вирішують, що їм потрібно тікати. Вудао відводить біженців, а Хоу Цзе та інші ченці залишаються, щоб обороняти храм і виграти час. Цао Ман прибуває зі своїми військами і атакує Шаолінь. У той же час іноземці виявляють, що їх обдурили, і вирішують змусити Цао Мана та всю громаду Шаоліня мовчати про скарби. Вони обстрілюють Шаолінь з артилерії, вбивши багатьох ченців і солдатів Цао Мана. Хоу Цзе перемагає Цао Мана в бою, але зрештою жертвує собою, щоб врятувати Цао Мана від розчавлення падаючою балкою. Він падає в долоню статуї Будди і мирно помирає, залишаючи Цао Мана з почуттям провини. Ченці, що вижили, вбивають іноземців і припиняють обстріл. Тим часом біженці, які тікають на схилі гори, плачуть, дивлячись на руїни храму. Вудао каже їм, що дух Шаоліня продовжуватиме жити в них, навіть якщо храм було зруйновано.
Наприкінці виявляється, що Хоу Цзе віддав дружині урну з прахом дочки. Вона пробачила його минуле і прийняла, що вони більше не будуть разом. Хоу Цзе відмовився покинути Шаолінь і залишився, щоб прикривати втечу біженців і спрямувати Цао Мана на правильний життєвий шлях.